# Michael J. Fox
Michael J. Fox (Edmonton, 9. lipnja 1961.) je kanadsko-američki glumac.
Značajniju karijeru stekao je 1982. godine glumeći u seriji Obiteljske veze (Family Ties) ulogu Alexa P. Keatona. Debitirao je 1976. godine u tv seriji Leo i ja (Leo and Me) u dobi od 15 godina, u ulozi desetogodišnjaka. Veliki je uspjeh postigao i na filmskom platnu glumeći Marty McFlya u filmu Roberta Zemeckisa iz 1985. godine Povratak u budućnost (Back to the Future). Nakon komičnih uloga u filmovima Mladi vukodlak i Tajna mog uspjeha Fox se želio okušati i u drukčijim ulogama. Stoga je glumio tvorničkog radnika u Svjetlima dana, a potom u filmu Bright Ligths, Big City. 
Ovaj serijal "ozbiljnih" uloga zaokružio je sagom o ratu u Vijetnamu Casualties of War, glumeći zajedno sa Seanom Pennom, a pod redateljskom palicom Briana De Palme. Godine 1989. i 1990. Fox je snimio tri nastavka Povratka u budućnost što je publika oduševljeno pozdravila. Nakon toga glumio je u filmu Američki predsjednik, da bi se iz kino dvorana vratio na tv ekrane u seriji Spin City (1996.). Za ovaj korak Fox se odlučio jer je tako mogao više vremena provoditi sa svojom obitelji. Godine 1999. svoj glas je posudio glavnom liku (malom bijelom mišu) u filmskoj adaptaciji djela E. B. Whitea Stuart Little. Krajem te 1999. Fox je objavio da od 1991. godine boluje od Parkinsonove bolesti te da je bio i na operaciji mozga kako bi ublažio podrhtavanje dijelova tijela (koja je jedan od simptoma te bolesti). Unatoč velikom uspjehu serije Spin City i nagradama koje je ta serija dobila (Emmy i Zlatni globus) Fox je početkom 2000. godine objavio kako napušta seriju (čiji je istovremeno i izvršni producent) kako bi više vremena posvetio obitelji i koncentrirao se na skupljanje novca i širenju saznanja o Parkinsonovoj bolesti. 
Iz tog razloga u svibnju 2000. osnovao je zakladu Michael J. Fox Foundation for Parkinson's Research. Michael J. Fox oženio se glumicom Tracy Pollan (glumila je Ellen, djevojku Alexa Keatona u Obiteljskim vezama) 1988. godine. Imaju sina (Sam) i dvije blizanke (Aquinnah i Schuyler).